# Фатальна жінка

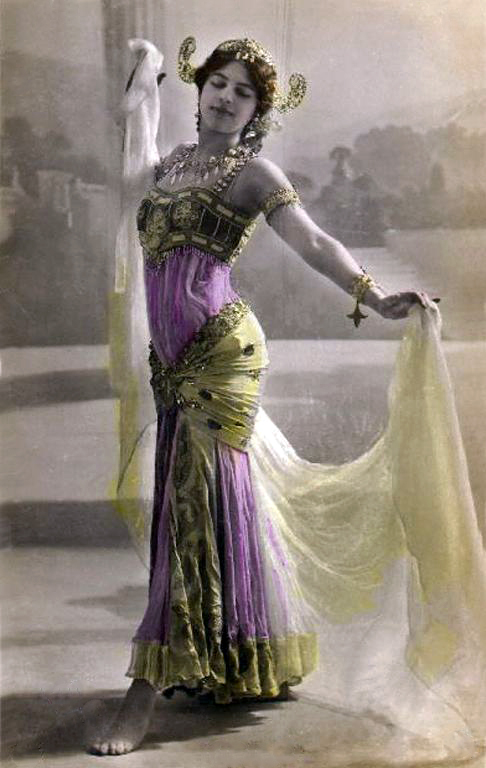
Мата Харі

Фата́льна жі́нка (фр. la femme fatale фр.: [fam fatal]), Мата Харі, жі́нка-вамп — стереотипний жіночий образ, що полягає в сексапільності та вмінні маніпулювати чоловіками за допомогою флірту. Образ має давню історію (Ліліт, Саломія). Він оспіваний в роботах Едварда Мунка та Оскара Вайльда, але остаточно розкрився в епоху ар деко та нуару (Мата Харі, Ліля Брік). Належить до гендерних стереотипів.[джерело?]

## Характеристика
Такі жінки, зазвичай, рідко бувають обділені чоловічою увагою, через що їх свідомість формує певний стимул вибору, що переходить у маніпулятивний стан стосовно чоловіків. Як правило, гарні акторки й психологині (мають природну харизму), хоча тут відіграють свою роль і «психофізіологічні властивості чоловіків» — багато хто з них бояться таких жінок (однак, найчастіше, потяг бере верх над розумом), через що виникає стан непротивлення волі «фатальної жінки». Вважають емпатію проявом слабкості.